# Forcipomyia subnitida
Forcipomyia subnitida är en tvåvingeart som först beskrevs av Frederick Askew Skuse 1889.  Forcipomyia subnitida ingår i släktet Forcipomyia och familjen svidknott. Inga underarter finns listade i Catalogue of Life.